# 常磐道煽り運転事件
常磐道煽り運転事件（じょうばんどう あおりうんてんじけん）は、2019年（令和元年）8月10日に茨城県守谷市の常磐自動車道で発生したあおり運転事件。
加害者の男性Xはあおり運転によって被害者の男性Aの車を路上で停止させ、彼に複数回の殴打を行い一週間の負傷を負わせた。
事件発生当時はあおり運転そのものを直接罰する法的根拠が存在せず、危険運転致死傷罪や暴行罪の適用によって加害者を摘発するという、解釈運用に依存したあおり運転抑止策が敷かれていたが、この事件を契機の一つとして、改正道路交通法に「妨害運転罪」が創設されることとなった。
加えて、当事件とは無関係の女性が、事件当時のXの自動車に同乗していた「ガラケー女」と俗称される人物と同一人物であるとするデマがインターネットを通じて拡散され、女性に対する無根拠の誹謗中傷が繰り返されるという事件も派生している。

## 事件の概要
当事件は2019年8月10日、常磐自動車道において発生した。事件当時、加害者の男性XはBMWのディーラーから貸し出されたSUVタイプの試乗車（BMW・X5）に乗用しており、後に「ガラケー女」と俗称される事になる、Xと交際中の女性もこれに同乗していた。なお、試乗車の返却期限は既に超過しており、Xとの連絡が取れなくなったディーラーは法的措置を検討しているところであった。
午前6時15分前後、加害者Xは守谷サービスエリアまでの数キロメートルの区間に渡って、被害者Aの乗用する車（ホンダ・ヴェゼル）に対して蛇行・割り込み・急ブレーキといった手法で恐怖心を煽ることで停車を強い、更にはAに対して「殺すぞ」などと叫びながら暴行を振るい、これを負傷させた。Aは「本気で殺されると思った。車を置いて逃げようかとも考えたが高速上なのでできなかった。」と当時の心境を述懐している。このあおり運転から暴行への一部始終は、被害者Aの車内に設置されていたドライブレコーダーによって映像の形で記録されていた。

## 前歴及び余罪
ドライブレコーダーに録画された犯行映像がマスコミを通じて日本中に拡散された結果、加害者Xが引き起こした他の事件の被害者も自らのドライブレコーダーの映像を提供したことで余罪が発覚。また、Xには前歴がある事も明らかになった。
2018年3月には半日もの間タクシーに乗車して運転手を拘束。監禁の容疑で逮捕されたが起訴猶予処分となっている。
2019年6月8日には静岡県浜松市の新東名高速道路でトラックに対して割り込み、急減速を行い、この後にトラックとXの乗用車の間で追突事故が発生した。なお、警察は当初トラックの運転手の前方不注意の線で捜査を進めていた。2019年7月には愛知県岡崎市の新東名高速道路下り線岡崎東インターチェンジ付近で大型トラックの前方に割り込んであおり運転を行い、極端な低速運転を強いた。

## 判決
2020年10月02日、Xに対する判決が水戸地裁において行われた。三件の事件の被害者は供述調書を通じて「停車させられ、後続のトラックに追突されていたら命を落としていたかもしれないと思うと、とにかく許せない」「恐怖しかなかった。死を意識した。危ない運転をする人がいなくなるためにも厳しい処罰を」「止められたら殴られると思って必死で運転した。最も厳しい処罰を下してほしい」とそれぞれ厳罰を求め、検察側は論告で懲役3年8カ月の実刑を求刑していたが、下された判決は懲役2年6月・保護観察付き執行猶予4年にとどまった。裁判長はXに対し「高速道路上で執拗なあおり運転を繰り返しており、重大な事態を引き起こしかねず危険極まりない」「動機も自己中心的で、刑事責任を軽視することはできない」と非難の姿勢を見せる一方で、Xが被害者らに弁償金支払いを申し出ていることなどに触れてこれを情状酌量の根拠とし、「社会的影響を加味して実刑に処すことは、公平な量刑を逸脱しかねない」と結論づけた。
Xの自動車に同乗していた「ガラケー女」は2019年8月18日に犯人隠避罪で逮捕され、釈放後の同年9月に犯人隠避罪で略式起訴され罰金30万円が言い渡された。

## 事件の余波

### 法改正
先の東名高速夫婦死亡事故を始めとする複数の事故を発端に、同様の悪質・危険な運転に対する処分を求める機運が高まり、警察庁は「いわゆる『あおり運転』等の悪質な運転に対する厳正な対処について（通達）」を発出していた。この通達は「道路交通法違反のみならず、危険運転致死傷罪（妨害目的運転）、暴行罪等あらゆる法令を駆使して、厳正な捜査の徹底を期す」としている。しかし、あおり運転に対して暴行罪を適用する事には嫌疑があった。
こうした状況の中だったが、当事件やオートバイに乗る男性が轢殺された「堺あおり運転事件」、愛知県で発生したエアガンの発射をともなう煽り運転事件が発生し、国民の間であおり運転に対する更なる厳罰化を求める空気が醸成される。これを受けて2020年に「道路交通法の一部を改正する法律案」が国会に提出、参院衆院ともに全会一致で可決されたのちに、同年6月30日から改正道路交通法が施行される手はずとなった。

### デマの拡散
先の東名高速夫婦死亡事故においては、容疑者やその関係者に対する懲悪のムードが市民の間で過熱した結果、全く無関係の建設会社の経営者が、容疑者の父親であるというデマを拡散されて誹謗中傷や業務妨害などの被害を受けた（→東名高速夫婦死亡事故#風評被害事件）。本件においても同様に、事件とは無関係の女性が加害者Xと同行していた「ガラケー女」であるとするデマが拡散された結果、女性の経営する会社に嫌がらせや批判の電話が繰り返され、業務に支障をきたした。女性によれば、こうした誹謗中傷を行った人物の多くが中高年であったという。デマの拡散に加担した人物の中では女性と和解を結んだ者もいた一方、愛知県豊田市の元市議やあるYouTuberの男性のように提訴された者もいる。

### ドライブレコーダーの需要の拡大
日本におけるドライブレコーダーの需要はこれ以前から既に増加傾向にあったが、当事件を受けて更なる増加を遂げた。電子情報技術産業協会とドライブレコーダー協議会の統計によれば、2019年7-9月期のドライブレコーダーの販売台数は前年同期と比較しておよそ倍増している。ただしこの時期の販売台数の増加には、当事件のみならず、消費税増税前の駆け込み需要の影響もあったと分析されている。